# UFC Fight Night: Hill vs. Waterson
UFC Fight Night: Hill vs. Waterson (também conhecido como UFC Fight Night 177 e UFC on ESPN+ 35) é um evento de MMA produzido pelo Ultimate Fighting Championship no dia 12 de setembro de 2020, no TBD em Las Vegas, Nevada.

## Background
Uma luta no peso meio-pesado entre Thiago Santos e Glover Teixeira era esperada para servir como luta principal. Entretanto, Teixeira testou positivo para covid-19 e a luta co-principal entre Angela Hill e Michelle Waterson foi promovida à luta principal. 
Uma luta no peso leve entre Roosevelt Roberts e Matt Frevola foi previamente marcada para o evento no dia 25 de abril. Entretanto, o evento foi cancelado devido à pandemia do COVID-19. A luta foi remarcada para este evento.
Una luta no peso palha entre Angela Hill e Michelle Waterson era esperada para ocorrer no UFC on ESPN: Munhoz vs. Edgar. Entretanto, devido a Waterson alegar motivos pessoais, a luta foi adiada para este evento.
Uma luta no peso meio-pesado entre Ed Herman e Gerald Meerschaert foi originalmente marcada para o UFC Fight Night: Brunson vs. Shahbazyan. Entretanto, a luta foi cancelada após Meerschaert testar positivo para COVID-19. A luta foi remarcada para este evento. Porém, Meerschaert novamente se retirou da luta e foi substituído por John Allan Arte..
Uma luta entre Khama Worthy e Ottman Azaitar foi previamente marcada para o UFC 249. A luta foi remarcada para o UFC Fight Night: Overeem vs. Sakai. Porém, a luta foi adiada para este evento por motivos desconhecidos.